# Hendrik II van Beieren (hertog)
Hendrik II van Beieren (circa 951 - Gandersheim, 26 augustus 995), bijgenaamd de Twistzieke, was van 955 tot 976 en van 985 tot aan zijn dood hertog van Beieren en van 989 tot aan zijn dood hertog van Karinthië. Hij behoorde tot het huis der Liudolfingen.

## Levensloop
Hendrik II was de zoon van hertog Hendrik I van Beieren uit diens huwelijk met Judith, dochter van hertog Arnulf I van Beieren.
In 955 volgde hij op vierjarige leeftijd zijn vader op als hertog van Beieren, wegens zijn minderjarigheid onder het regentschap van zijn moeder. Zijn oudere zus Hedwig werd in 954 uitgehuwelijkt aan hertog Burchard III van Zwaben en Hendrik zelf huwde in 972 met Gisela van Bourgondië (950-1006), dochter van koning Koenraad van Bourgondië.
Na de dood van keizer Otto I de Grote in 973 verstevigde Hendrik de banden met het hertogdom Zwaben en het aangrenzende koninkrijk Bourgondië. Hij installeerde zijn neef Hendrik I als bisschop van Augsburg, waarbij hij de investituurrechten van de nieuwe keizer Otto II negeerde. Toen zijn schoonbroer Burchard III later dat jaar zonder nakomelingen overleed, liet hij zijn aanspraken op het hertogdom Zwaben gelden. Otto II wees het hertogdom in november 973 echter toe aan zijn neef Otto I, ondanks hevige tegenstand van Burchards weduwe en Hendriks zus Hedwig.
In 974 probeerde hertog Hendrik Otto II af te zetten. Met steun van zijn zus Hedwig sloot hij een alliantie met de Beierse en Saksische edelen, alsook met hertog Boleslav II van Bohemen en hertog Mieszko I van Polen. Otto II was evenwel in staat om Hendrik II gevangen te nemen in Ingelheim, hoewel hij in die periode ook af te rekenen had met opstandige edelen in het graafschap Henegouwen en het bisdom Kamerijk, alsmede met raids van de Deense koning Harald Blauwtand in Holstein.
In 976 wist Hendrik II te ontsnappen en organiseerde hij een opstand in Beieren, maar hij werd verslagen toen Otto II Regensburg innam en vervolgens van zijn hertogdom ontheven. Otto splitste het hertogdom Karinthië en markgraafschap Oostenrijk van Beieren af en gaf deze aan zijn aanhangers Hendrik de Jongere en Leopold van Babenberg. Het kleinere hertogdom Beieren werd aan Hendriks rivaal Otto van Zwaben geschonken. Na de Oorlog van de Drie Hendriken in 977-978 werd de afgezette hertog onder het toezicht van bisschop Folcmar van Utrecht geplaatst.
Nadat keizer Otto II in 983 in Rome plotseling stierf aan malaria, werd Hendrik II uit zijn gevangenschap bevrijd. Hij probeerde zich opnieuw de Oost-Frankische troon toe te eigenen door zichzelf op de graven van keizer Otto I en koning Hendrik de Vogelaar in Maagdenburg en Quedlinburg tot koning te laten uitroepen. Al snel bleek echter dat hij de steun van de Duitse hertogen had verloren en niet in staat was om de nieuwe koning Otto III af te zetten.
Na bemiddeling van aartsbisschop Willigis van Mainz onderwierp Hendrik zich in 985 uiteindelijk aan keizerin-moeder Theophanu, de regentes van haar zoon Otto III. Vervolgens kreeg hij het hertogdom Beieren terug. Hendrik onthield zich voortaan van elke vorm van rebellie en werd in 989 ook benoemd tot hertog van Karinthië.
Hendrik II stierf in augustus 995 en werd bijgezet in de Abdij van Gandersheim.

## Nakomelingen
Uit zijn huwelijk met Gisela van Bourgondië werden zeker drie kinderen geboren:
- Hendrik IV (973/978-1024), hertog van Beieren en later ook keizer van het Heilige Roomse Rijk.
- Bruno (overleden in 1029), bisschop van Augsburg.
- Gisela (984/985-1060), huwde in 996 met koning Stefanus I van Hongarije.

## Voorouders
| Voorouders van Hendrik II van Beieren (951-995) | Voorouders van Hendrik II van Beieren (951-995)                        | Voorouders van Hendrik II van Beieren (951-995)                        | Voorouders van Hendrik II van Beieren (951-995)                        | Voorouders van Hendrik II van Beieren (951-995)                        | Voorouders van Hendrik II van Beieren (951-995)                        | Voorouders van Hendrik II van Beieren (951-995)                        | Voorouders van Hendrik II van Beieren (951-995)                        | Voorouders van Hendrik II van Beieren (951-995)                        |
| ----------------------------------------------- | ---------------------------------------------------------------------- | ---------------------------------------------------------------------- | ---------------------------------------------------------------------- | ---------------------------------------------------------------------- | ---------------------------------------------------------------------- | ---------------------------------------------------------------------- | ---------------------------------------------------------------------- | ---------------------------------------------------------------------- |
| Overgrootouders                                 | Otto I van Saksen (850–912) ∞ Hedwig van Babenberg (856-903)           | Otto I van Saksen (850–912) ∞ Hedwig van Babenberg (856-903)           | Diederik van Westfalen en Reginhilde (-929) ∞ Reinhild (-)             | Diederik van Westfalen en Reginhilde (-929) ∞ Reinhild (-)             | Luitpold van Karinthië (855-907) ∞ Cunigonde van Zwaben (-)            | Luitpold van Karinthië (855-907) ∞ Cunigonde van Zwaben (-)            | Eberhard van de Sülichgau (–) ∞ ? (-)                                  | Eberhard van de Sülichgau (–) ∞ ? (-)                                  |
| Grootouders                                     | Hendrik de Vogelaar (876-936) ∞ 909 Mathilde van Ringelheim (895-968)  | Hendrik de Vogelaar (876-936) ∞ 909 Mathilde van Ringelheim (895-968)  | Hendrik de Vogelaar (876-936) ∞ 909 Mathilde van Ringelheim (895-968)  | Hendrik de Vogelaar (876-936) ∞ 909 Mathilde van Ringelheim (895-968)  | Arnulf I van Beieren (880-937) ∞ ca. 890 Judith van Sülichgau (ca. 870 | Arnulf I van Beieren (880-937) ∞ ca. 890 Judith van Sülichgau (ca. 870 | Arnulf I van Beieren (880-937) ∞ ca. 890 Judith van Sülichgau (ca. 870 | Arnulf I van Beieren (880-937) ∞ ca. 890 Judith van Sülichgau (ca. 870 |
| Ouders                                          | Hendrik I van Beieren (919/921-955) ∞ 909 Judith van Beieren (925-985) | Hendrik I van Beieren (919/921-955) ∞ 909 Judith van Beieren (925-985) | Hendrik I van Beieren (919/921-955) ∞ 909 Judith van Beieren (925-985) | Hendrik I van Beieren (919/921-955) ∞ 909 Judith van Beieren (925-985) | Hendrik I van Beieren (919/921-955) ∞ 909 Judith van Beieren (925-985) | Hendrik I van Beieren (919/921-955) ∞ 909 Judith van Beieren (925-985) | Hendrik I van Beieren (919/921-955) ∞ 909 Judith van Beieren (925-985) | Hendrik I van Beieren (919/921-955) ∞ 909 Judith van Beieren (925-985) |